# Академік Александр Теодоров-Балан (станція метро)
Академік Александр Теодоров-Балан (болг. Метростанция „Академик Александър Теодоров - Балан“) — станція лінії 1 Софійського метрополітену, відкрита 8 травня 2015 року.
- Конструкція: однопрогінна станція мілкого закладення, з двома береговими платформами.
- Пересадки на автобуси №4, 76, 111, 305, 306, 413.
- Виходи: до бульвару Александр Малінов ", вулиці „Д-р Атанас Москов", гіпермаркету НИТ, ж/м "Младост II" та ж/м "Младост III".